# Resident Evil: Revelations 2
Resident Evil: Revelations 2 (w Japonii wydana jako BioHazard: Revelations 2) – gra komputerowa wyprodukowana przez Capcom. Tytuł publikowano w formie odcinków od lutego do marca 2015 roku, zaś pełna edycja gry ukazała się 18 marca tego samego roku. W 2017 roku wydano port gry na konsolę Nintendo Switch.

## Fabuła
Kampania gry rozgrywa się między wydarzeniami z gier Resident Evil 5 a Resident Evil 6, na fikcyjnej wyspie o nazwie Sein Island. Gracz wciela się w postać Claire Redfield, która zostaje porwana wraz ze swoimi współpracownikami z organizacji Terrasave i umieszczona w opuszczonym zakładzie karnym. Bohaterka musi wydostać się z więzienia i ocalić inne ofiary porywaczy.

## Rozgrywka
Podczas gry jako Claire Redfield rozgrywka opiera się na walce z zombie (pojawił się nowy, szybki i silny typ przeciwnika), natomiast jako Moira Burton wspieramy naszą partnerkę w działaniach, podając jej zioła lecznicze, latarki itd. Twórcy umożliwili przejście kampanii zarówno samemu, jak i w trybie współpracy, przy czym tylko w przypadku śmierci Redfield ujrzymy na ekranie napis „Game Over”. Podczas projektowania rozgrywki twórcy wysłuchali próśb fanów, dzięki czemu jest ona nastawiona bardziej na survival, niż na akcję.